# Pilar García Muñiz
María Pilar García Muñiz (Madrid, 21 de marzo de 1974) es una periodista y presentadora de radio y televisión española.

## Trayectoria profesional
Es licenciada en Ciencias de la Información en Periodismo por la Facultad de Ciencias de la Información (Universidad Complutense de Madrid). Empezó a trabajar en el mundo del periodismo en 1992 al tiempo que comenzaba sus estudios en la facultad.
Colaboró en diferentes medios de comunicación locales hasta que en 1996 se incorporó a Canal 7, donde trabajó como redactora y presentadora de distintos programas de entretenimiento. Posteriormente en 1998 se incorporó a Red 2000, canal de Vía Digital dedicado a las nuevas tecnologías. Allí realizó labores de presentadora y redactora.
Su primer contacto con TVE fue en 1999 cuando se incorporó al Canal 24 horas, donde trabajó como presentadora de informativos. En mayo de 2003 presentó los avances informativos de las elecciones municipales y autonómicas. En agosto de 2003 presentó Informe semanal en sustitución de Baltasar Magro durante sus vacaciones. En octubre de 2003 pasó a formar parte del Área de Sociedad de los Servicios Informativos de TVE en el grupo de reporteros y enviados especiales.
Entre el 16 de enero de 2004 y el 12 de septiembre de 2004 presentó el Telediario Fin de semana, los sábados y domingos de 15h00 a 16h00 y de 21h00 a 22h00, junto a José Ribagorda y Sergio Sauca.
Entre septiembre de 2004 y junio de 2005 estuvo en el Área de Sociedad de los Servicios Informativos de TVE, formando parte del equipo de reporteros y enviados especiales, donde cubrió el terremoto del océano Índico de 2004 o el fallecimiento del Papa Juan Pablo II en 2005. 
Desde el 6 de julio de 2005 condujo el espacio informativo diario España directo, de lunes a viernes de 18h00 a 20h00, hasta su final el 30 de junio de 2011 después de 1.749 programas, se despidió así: «Después de 6 años les diría muchísimas cosas. Hemos compartido con todos ustedes la actualidad pero también cientos de historias que nos han interesado, nos han sorprendido, nos han divertido y, además, nos han emocionado. Gracias por acompañarnos. Siempre nos hemos despedido con la mejor de las sonrisas, hoy también y, además, deseándoles que sean muy felices».
Entre 2009 y 2012 presentó primero con Javier Solano (en 2009) y con Patxi Cervantes después (entre 2010 y 2012), los especiales de San Fermín en TVE, el Chupinazo y el encierro, todos los días entre el 6 y el 14 de julio entre las 7h15 y las 8h30 en directo desde Pamplona. Desde el 12 de septiembre de 2011 hasta el 29 de junio de 2012 estuvo al frente de la versión diaria del programa +Gente, de lunes a viernes de 19h00 a 21h00, junto a José Ángel Leiras. 
Desde el 20 de septiembre de 2012 hasta el 4 de julio de 2013, los jueves a medianoche se pone al frente del programa de tertulia política El debate de La 1 en sustitución de María Casado, compaginándolo con la conducción de La mañana en 24 horas desde el 17 de septiembre de 2012 al 5 de julio de 2013, de lunes a viernes de 10h15 a 14h00 en el Canal 24 horas y la conducción del Telediario 1 en sustitución de Ana Blanco durante sus ausencias. 
Desde el 12 de agosto de 2013 al 17 de agosto de 2018 se encarga de presentar el Telediario 1 de lunes a viernes de 15h00 a 16h00 con Sergio Sauca en los deportes. En esta etapa presentó especiales informativos con motivo de las elecciones al Parlamento Europeo de 2014 y al Parlamento de Andalucía de 2015.
El 1 de septiembre de 2018 se confirma que deja de presentar el Telediario 1 y vuelve a presentar Informe semanal los sábados de 21h30 a 22h00, entre el 15 de septiembre de 2018 al 13 de julio de 2019. El 22 de abril de 2019 presentó con Íñigo Alfonso el especial previo y posterior al Debate de RTVE entre los candidatos a la presidencia del Gobierno en las elecciones generales del 28 de abril: Pedro Sánchez (PSOE), Pablo Casado (PP), Pablo Iglesias (Unidas Podemos) y Albert Rivera (Ciudadanos).
El 11 de julio de 2019 se da a conocer que abandona TVE para unirse al programa Herrera en COPE en el tramo de 6h00 a 10h00 y para ser además sustituta de Carlos Herrera durante sus ausencias, desde el 2 de septiembre de 2019 al 23 de julio de 2021. Desde el 1 de septiembre de 2021 al 12 de julio de 2024 presenta Mediodía Cope de lunes a viernes de 13h00 a 16h00.Posteriormente, desde el 2 de septiembre de 2024 presenta La tarde de Cope de lunes a viernes entre las 15h00 y las 19h00.